# Southampton Football Club
El Southampton Football Club és un club de futbol d'Anglaterra, de la ciutat de Southampton. Juga els partits com a local a l'estadi St Mary's Stadium, actualment a l'EFL Championship.

## Història
Va ser fundat el 21 de novembre de 1885 a l'església de St. Mary's, amb el nom St. Mary's Young Men's Association F.C. (o St. Mary's Y.M.A.). Esdevingué St. Mary's F.C. la temporada 1887–88, i Southampton St. Mary's quan ingressà a la Southern League el 1894. Després de guanyar la Southern League el 1896–97, esdevingué professional amb el nom Southampton F.C..

## Palmarès

### Torneigs nacionals
- FA Cup: 
  - 1976[3]

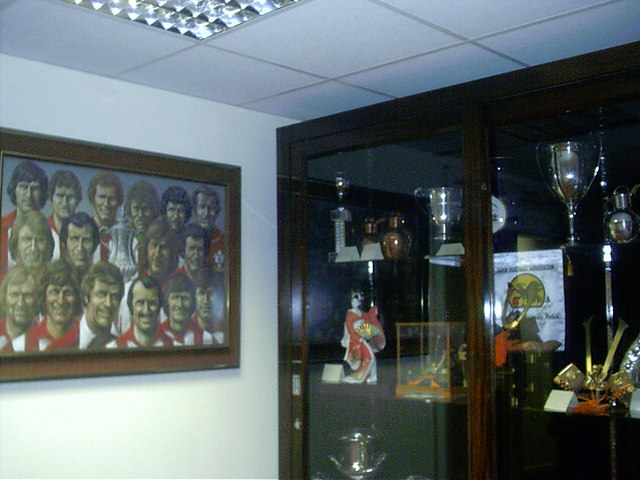
Sala de trofeus al St. Mary's Stadium.

- Football League Division Three / Football League One
  - 1959–60
- Football League Third Division South
  - 1921–22
- Southern League
  - 1896–97, 1897–98, 1898–99, 1900–01, 1902–03, 1903–04
- Football League Trophy
  - 2010
- Hampshire Senior Cup
  - 17 títols